# Grabianka
Grabianka – wieś sołecka w Polsce położona w województwie mazowieckim, w powiecie otwockim, w gminie Osieck. Leży na granicy gminy Pilawa.
Wierni Kościoła rzymskokatolickiego należą do parafii św. Bartłomieja Apostoła w Osiecku.
Przez wieś przechodzi droga wojewódzka nr 805.
Wieś królewska położona była w drugiej połowie XVI wieku w powiecie garwolińskim  ziemi czerskiej województwa mazowieckiego. W latach 1975–1998 miejscowość administracyjnie należała do województwa siedleckiego.